# Курсеро
Курсеро (фр. Courcerault) насеље је и општина у северној Француској у региону Доња Нормандија, у департману Орн која припада префектури Мортањ о Перш.
По подацима из 2011. године у општини је живело 168 становника, а густина насељености је износила 11,39 становника/km². Општина се простире на површини од 14,75 km². Налази се на средњој надморској висини од 149 метара (максималној 238 m, а минималној 127 m).

## Демографија
| 1962. | 1968. | 1975. | 1982. | 1990. | 1999. | 2011. |
| ----- | ----- | ----- | ----- | ----- | ----- | ----- |
| 149   | 197   | 200   | 175   | 166   | 173   | 168   |

График промене броја становника у току последњих година